# Dierama mobile
Dierama mobile är en irisväxtart som beskrevs av Olive Mary Hilliard. Dierama mobile ingår i släktet Dierama och familjen irisväxter. Inga underarter finns listade i Catalogue of Life.